# ستيفن إل. بيك
ستيفن إل. بيك (بالإنجليزية: Steven L. Peck)‏ (25 يوليو 1957)؛ عالم أحياء وروائي أمريكي.